# Aname marae
Espèce
Aname marae est une espèce d'araignées mygalomorphes de la famille des Anamidae.

## Distribution
Cette espèce est endémique du Pilbara en Australie-Occidentale,. Elle se rencontre vers Tom Price.

## Description
Le mâle holotype mesure 13,4 mm.

## Étymologie
Cette espèce est nommée en l'honneur de Māra Blosfelds.

## Publication originale
- Harvey, Framenau, Wojcieszek, Rix & Harvey, 2012 : Molecular and morphological characterisation of new species in the trapdoor spider genus Aname (Araneae: Mygalomorphae: Nemesiidae) from the Pilbara bioregion of Western Australia. Zootaxa, no 3383, p. 15-38.